# الهه (نام)
الهه از نام‌های ویژه بانوان است. در اینجا فهرستی از برخی افراد با این نام را می‌بینید:
- الهه احمدی ورزشکار رشته تیراندازی
- الهه کولایی محقق، نویسنده و استاد علوم سیاسی دانشگاه تهران
- الهه رضایی گوینده و مجری تلویزیونی
- الهه راستگو نماینده اسبق مجلس شورای اسلامی و عضو سابق شورای شهر تهران
- الهه منصوریان ووشوکار
- الهه پورعبدیان عضو تیم ملی کانوپولو ایران
- الهه حصاری بازیگر
- الهه قاسم زاده دارنده بطری قرمز بنام قاسم